# پاشا پاتریکی
پاشا پاتریکی (انگلیسی: Pasha Patriki) یک فیلمساز سینمایی، کارگردان و تهیه‌کننده فیلم کانادایی است. او به خاطر کار خود به عنوان مدیر فیلمبرداری در فیلم‌های متعدد از جمله لطفاً همه چیز کشتن را بدانید، محاصره و صدا (فیلم ۲۰۱۷)  شناخته می‌شود. او بنیانگذار یک شرکت تولید فیلم بنام: اینترتاینمنت ۹، ( به انگلیسی: 9 Entertainment Light) است. که تعدادی از فیلمهای تولید شده این کمپانی از جمله: مایل شکسته (Broken Mile) را نیز تولید کرده‌است. در ژانویه ۲۰۱۷ پاشا پاتریکی جایزه بهترین فیلمبرداری در رده تلویزیونی "درام " جایزه انجمن فیلمبرداران کانادایی را دریافت کرد.

## فیلمشناسی
| سال  | عنوان                                      | نقش                  | یادداشت                                                             |
| ---- | ------------------------------------------ | -------------------- | ------------------------------------------------------------------- |
| ۲۰۱۱ | کننیویل                                    | فیلمبردار            | [ ۱ ]                                                               |
| ۲۰۱۲ | آفتاب پرست بزرگ                            | فیلمبردار            | [ ۱ ]                                                               |
| ۲۰۱۲ | لطفاً همه چیز کشتن را بدانید                | فیلمبردار            | [ ۲ ]                                                               |
| ۲۰۱۳ | جداسازی                                    | فیلمبردار            | [ ۱ ]                                                               |
| ۲۰۱۴ | سکته مغزی                                  | سینماگر              | [ ۱ ]                                                               |
| ۲۰۱۵ | محاصره                                     | فیلمبردار            | برنده در سریال تلویزیونی درام از انجمن سینماگران کانادا در سال 2017 |
| ۲۰۱۶ | هکر (همچنین به عنوان ناشناس شناخته شده‌است) | فیلمبردار            | [ ۶ ]                                                               |
| ۲۰۱۶ | مایل شکسته                                 | فیلمبردار            | [ ۷ ] [ ۸ ]                                                         |
| ۲۰۱۷ | صدا                                        | تهیه‌کننده اجرایی     | [ ۹ ]                                                               |
| ۲۰۱۸ | آب سیاه                                    | کارگردان و فیلمبردار | [ ۱۰ ]                                                              |